# Place de l'Indépendance (Montevideo)
 (février 2025).
La mise en forme du texte ne suit pas les recommandations de Wikipédia : il faut le « wikifier ».
Les points d'amélioration suivants sont les cas les plus fréquents. Le détail des points à revoir est peut-être précisé sur la page de discussion.
- Les titres sont pré-formatés par le logiciel. Ils ne sont ni en capitales, ni en gras.
- Le texte ne doit pas être écrit en capitales (les noms de famille non plus), ni en gras, ni en italique, ni en « petit »…
- Le gras n'est utilisé que pour surligner le titre de l'article dans l'introduction, une seule fois.
- L'italique est rarement utilisé : mots en langue étrangère, titres d'œuvres, noms de bateaux, etc.
- Les citations ne sont pas en italique mais en corps de texte normal. Elles sont entourées par des guillemets français : « et ».
- Les listes à puces sont à éviter, des paragraphes rédigés étant largement préférés. Les tableaux sont à réserver à la présentation de données structurées (résultats, etc.).
- Les appels de note de bas de page (petits chiffres en exposant, introduits par l'outil «  Source ») sont à placer entre la fin de phrase et le point final[comme ça].
- Les liens internes (vers d'autres articles de Wikipédia) sont à choisir avec parcimonie. Créez des liens vers des articles approfondissant le sujet. Les termes génériques sans rapport avec le sujet sont à éviter, ainsi que les répétitions de liens vers un même terme.
- Les liens externes sont à placer uniquement dans une section « Liens externes », à la fin de l'article. Ces liens sont à choisir avec parcimonie suivant les règles définies. Si un lien sert de source à l'article, son insertion dans le texte est à faire par les notes de bas de page.
- La présentation des références doit suivre les conventions bibliographiques. Il est recommandé d'utiliser les modèles {{Ouvrage}}, {{Chapitre}}, {{Article}}, {{Lien web}} et/ou {{Bibliographie}}. Le mode d'édition visuel peut mettre en forme automatiquement les références.
- Insérer une infobox (cadre d'informations à droite) n'est pas obligatoire pour parachever la mise en page.

Pour une aide détaillée, merci de consulter Aide:Wikification.
Si vous pensez que ces points ont été résolus, vous pouvez retirer ce bandeau et améliorer la mise en forme d'un autre article.
Pour les articles homonymes, voir Place de l'Indépendance.
La place de l'Indépendance (en espagnol : Plaza Independencia) est une place publique située dans le quartier du Centre de Montevideo, capitale de l'Uruguay.
Elle abrite une statue équestre de José Gervasio Artigas, héros national de l'Uruguay, sous laquelle se trouve son mausolée, et est entourée de plusieurs bâtiments d'une grande importance, comme la Tour Exécutive, siège du gouvernement uruguayen. 

## Situation et accès
Située à l'ouest du quartier du Centre, à la limite de Ciudad Vieja, elle marque le point de départ de l'avenue du 18-Juillet, la principale artère de la ville. Administrativement, elle fait partie de la municipalité B du département de Montevideo.

## Description
Disposée selon un axe est-ouest, la place forme un quadrilatère recouvert d'un pavement présentant un quadrillage alternant deux nuances de gris. Chacun de ses quatre angles est agrémenté d'un espace engazonné orné d'une fontaine. Trente-trois palmiers s'élève sur son pourtour en hommage aux Trente-trois Orientaux,. 

## Monuments
Au centre de la place se dresse un monument à José Gervasio Artigas, sous la forme d'une statue équestre, sous lequel se trouve son mausolée, où reposent ses restes.
- Le palais Salvo : situé du côté est, à l'angle de la Circunvalation Plaza Independencia et de l'Avenida 18 de Julio, a été construit dans les années 1920 dans le style art déco[8]. Lors de sa construction, il fut le plus haut bâtiment d'Amérique Latine[9]. Au rez-de-chaussée se trouvait le café La Giralda, où La Cumparsita, un tango créé par l'Uruguayen Gerardo Matos Rodríguez (es), l'un des tangos les plus célèbres, a été joué pour la première fois[10] ;
- le palais Estévez (es) : situé du côté sud, il s'agit de l'ancienne siège du gouvernement uruguayen et de l'actuelle salle pour les événements protocolaires[11]. Il a été construit dans les années 1870 dans le style néoclassique et abrite également un musée dédié aux présidents du pays, présentant des objets, du mobilier et des œuvres d'art[12]. Depuis son balcon donnant sur la place, le président et le vice-président, accompagnés de leurs familles, saluent la foule le jour de l'inauguration[13] ;
- la Tour Exécutive : située du côté sud, séparée par une rue du palais Estévez, est le siège de la présidence de l'Uruguay. C'est une tour de quatorze étages à l'architecture contemporaine, dont la façade est principalement en verre[14]. Inaugurée en 2009, en plus du bureau du président, elle abrite différentes dépendances du gouvernement[15] ;
- le théâtre Solís, situé du sud-ouest, dans le quartier de Ciudad Vieja, a été inauguré en 1856[16]. C'est le plus ancien théâtre d'Amérique du Sud et le plus important du pays[17]. De style néoclassique, il a été conçu par l'architecte italien Carlo Zucchi, chargé de plusieurs bâtiments emblématiques de la ville. Nommé en l'honneur du navigateur espagnol Juan Díaz de Solís, le premier explorateur européen à atteindre le Río de la Plata, sa salle principale peut accueillir 1 500 spectateurs[18].

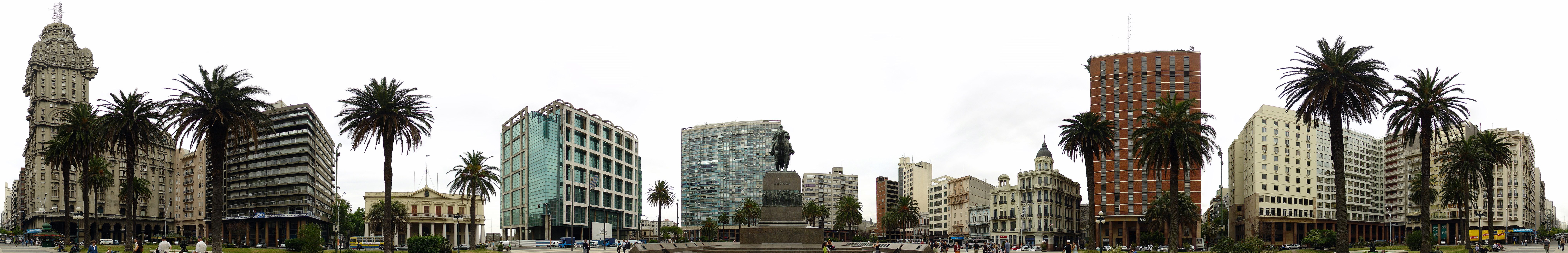
Vue panoramique de la place de l'Indépendance

## Historique

### XIXesiècle

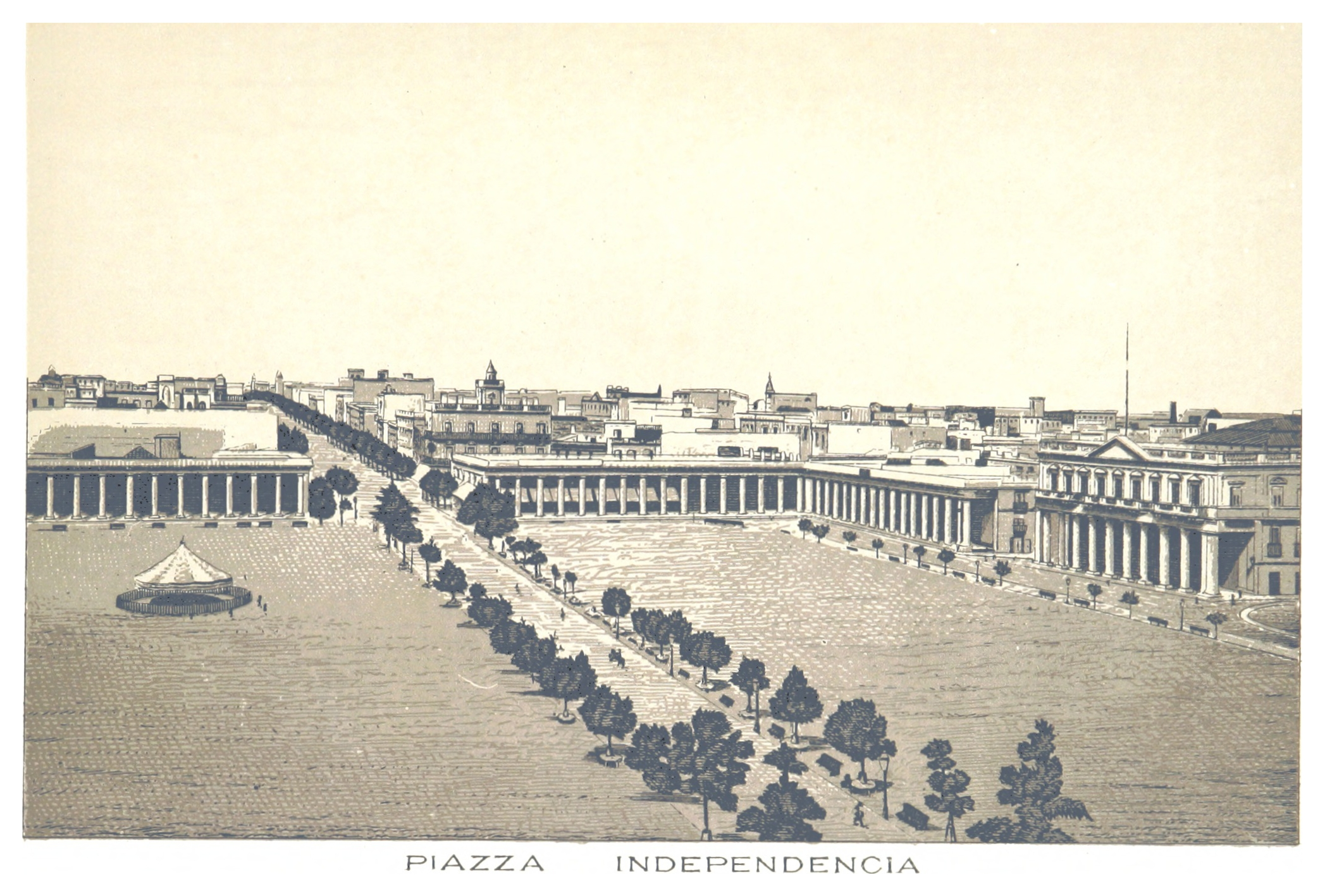
La place en 1885

Après la démolition des fortifications de la ville coloniale, suite à l'affirmation de l'indépendance, la ville fortifiée est devenue une ville ouverte. C'est pourquoi, en 1837, la Ciudad Nueva (« Nouvelle Ville ») fut conçue, avec la place d'Indépendance dessinée par l'architecte Carlo Zucchi, inspirée de la Rue de Rivoli à Paris. Au XIXe siècle, la place s'affirma comme un centre de grande importance pour le pays, puisqu'y fut érigé le Palais Estévez, siège du gouvernement uruguayen.
Dans les années 1860, l'architecte Bernardo Poncini fut chargé d'ajouter l'ordre dorique.

### XXesiècle

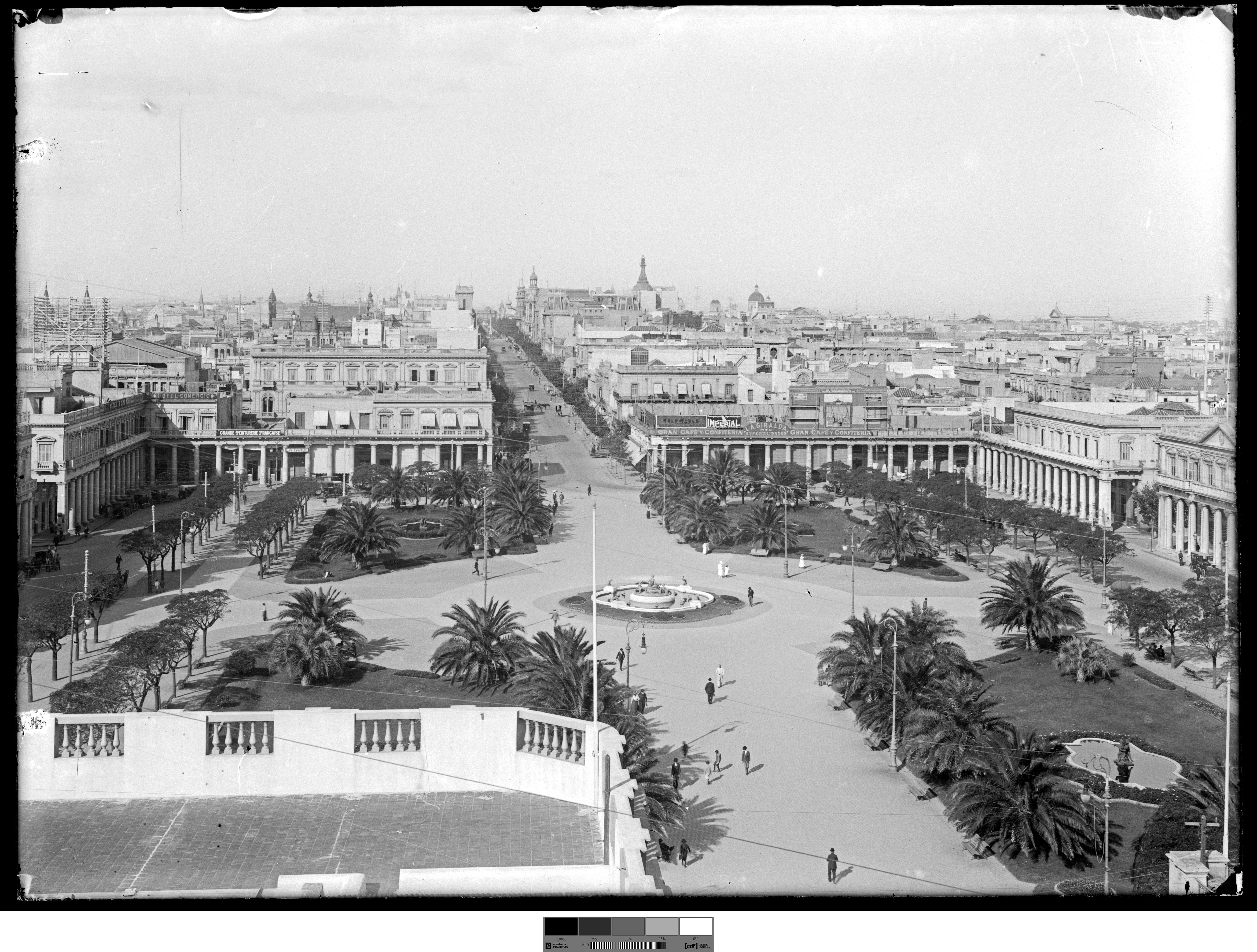
La place en 1917, après les travaux d'aménagement paysager réalisés par Charles Thays.

Au début du XXe siècle, l'architecte français Charles Thays conçut la place, qui était alors restée complètement vide. Sa conception incluait quatre parterres de fleurs d'inspiration française, avec des fontaines et de la végétation. Il est également responsable de la plantation des 33 palmiers emblématiques qui ornent la place.

La place en 1929

En 1923, sous l'administration du président Baltasar Brum, un monument en l'honneur du général José Gervasio Artigas fut inauguré. Ce monument se compose d'une statue équestre en bronze de 17 mètres de hauteur, avec une base en granit sculptée par Angelo Zanelli.
Le 27 septembre 1974, pendant la dictature civile-militaire, la création d'un mausolée souterrain sous la place pour abriter les restes d'Artigas fut approuvée. Ces derniers étaient restés au Panthéon National du Cimetière Central depuis 1972, année de leur retour en Uruguay en provenance du Paraguay, lieu de sa mort en 1850.
Le mausolée, œuvre des architectes Lucas Ríos Demalde et Alejandro Morón, se compose de deux larges escaliers en granit qui descendent vers une salle souterraine où l'urne contenant les restes de José Artigas a été installée. Une mastaba en granit, située derrière le monument au-dessus de l'urne, sert de puits de lumière. Il fut inauguré et ouvert au public le 19 juin 1977, jour anniversaire de sa naissance, qui est également un jour férié national en Uruguay. Le site est gardé en permanence par un détachement d'honneur (Cuerpo de Blandengues (es)), le premier corps militaire auquel Artigas appartenait. La relève de la garde est une cérémonie importante et une grande attraction touristique.